# Laura Sabatino
Laura Sabatino (Napoli, 28 dicembre 1966) è una sceneggiatrice e scrittrice italiana.

## Biografia
Laura Sabatino consegue la laurea in Lettere Moderne, con una tesi in Sociologia delle Comunicazioni di Massa con il professor Alberto Abruzzese, e ha vinto il concorso per la classe di sceneggiatura presso il Centro Sperimentale di Cinematografia dove si è diplomata nel 1991. Ha frequentato il seminario tenuto da Robert McKee presso il CS, e il corso RAI di sceneggiatura.
Dopo il Centro Sperimentale, ha lavorato come soggettista e sceneggiatrice per il cinema (Isotta, I Vesuviani, Dancing North, Per Tutto il tempo che ci resta, Ribelli per Caso, Tris di donne e abiti nuziali, Per Sempre, Il resto di Niente, La Madre, Bene ma non benissimo) e la televisione (Un Posto al Sole, La Squadra, Madame, Caterina e le sue figlie 1-2-3, L’Onore e il Rispetto 1-3-5, Io non dimentico, Il peccato e la Vergogna, A Sangue Caldo, Viso D’Angelo, Né con te né senza di te, Baciamo le Mani).

## Filmografia

### Cinema
- ISOTTA - 1996 sceneggiatura con Maurizio Fiume e Cristina Gentile, regia di Maurizio Fiume,  presentato alla 53 Mostra del Cinema di Venezia, nella sezione “Settimana del Cinema Italiano.”

- I VESUVIANI - 1997, Ep. Maruzzella, sceneggiatura con Marcello Garofalo e Antonietta De Lillo, regia di Antonietta De Lillo, in concorso alla 54 Mostra del Cinema di Venezia.

- PER TUTTO IL TEMPO CHE CI RESTA - 1998 soggetto, sceneggiatura con Luca Vendruscolo e Vincenzo Terracciano, regia di Vincenzo Terracciano

- DANCING NORTH  - 1999 collaborazione alla sceneggiatura di Quaregna-Carlini-Rapetti, regia di Paolo Quaregna

- RIBELLI PER CASO  - 2001 soggetto,  sceneggiatura con Vincenzo Terracciano, regia di Vincenzo Terracciano

- PER SEMPRE - 2003 da un soggetto di Maurizio Costanzo,  sceneggiatura con Maurizio Costanzo, regia di Alessandro De Robilant

- IL RESTO DI NIENTE  - 2004 collaborazione alla sceneggiatura di Giuseppe Rocca, regia di Antonietta De Lillo

- TRIS DI DONNE E ABITI NUZIALI  - 2009 soggetto con Giuseppe Improta e Vincenzo Terracciano, sceneggiatura con Vincenzo Terracciano, regia di Vincenzo Terracciano, presentato nella sezione Orizzonti alla 66. Mostra Internazionale d'Arte Cinematografica di Venezia.

- LA MADRE - 2013 da un romanzo di Grazia Deledda,  collaborazione alla sceneggiatura di Angelo Maresca, Dardano Sacchetti, Arcangelo Bonaccorso, regia di Angelo Maresca

- BENE MA NON BENISSIMO - 2013 di Francesco Mandelli, con Fabio Troiano e Vincenzo Terracciano.

### Televisione
- UN POSTO AL SOLE  ,  1997-98 – Rai Tre

- LA SQUADRA  , 1999-2001 – soggetto e sceneggiatura di sette episodi, Rai Tre.

- MADAME , 2004 – sceneggiatura, regia di Salvatore Samperi,  miniserie in due episodi, Canale 5.

- CATERINA E LE SUE FIGLIE  , 2005 – sceneggiatura,  regia di Fabio Jephcott, Canale 5.

- L’ONORE E IL RISPETTO , 2006 – soggetto e sceneggiatura, regia di Salvatore Samperi, Canale 5.

- CATERINA E LE SUE FIGLIE 2  , 2007 – sceneggiatura di due episodi, regia di Alessandro Benvenuti e Vincenzo Terracciano, Canale 5.

- IO NON DIMENTICO , 2008 – sceneggiatura, regia di Luciano Odorisio, miniserie in due episodi, Canale 5.

- MOGLI A PEZZI , 2008 –  sceneggiatura di un episodio, regia di Alessandro Benvenuti e Vincenzo Terracciano, Canale 5.

- CATERINA E LE SUE FIGLIE 3  , 2010 – sceneggiatura di due episodi, Canale 5.

- IL PECCATO E LA VERGOGNA  , 2010 – sceneggiatura di un episodio, Canale 5.

- VISO D’ANGELO , 2011 – sceneggiatura di un episodio, regia di Eros Puglielli, Canale 5.

- A SANGUE CALDO , 2011 – sceneggiatura di un episodio, Canale 5.

- L’ONORE E IL RISPETTO 3 ,  2012 – sceneggiatura di due episodi, Canale 5.

- NÈ CON TE NÈ SENZA DI TE , 2012 – collaborazione alla sceneggiatura di Paola Pascolini e Mauro Caporiccio, miniserie in due episodi, regia di Vincenzo Terracciano,  Rai 1.

- BACIAMO LE MANI , 2013 – sceneggiatura di 4 episodi con Manuela Romano e Valentina Capecci, regia di Eros Puglielli, Canale 5.

- FURORE , 2014 – sceneggiatura di 1 episodio, Canale 5

- NON È STATO MIO FIGLIO , 2016 – sceneggiatura di 2 episodi, Canale 5

- L’ONORE E IL RISPETTO 5    2017 - sceneggiatura

- “LA VOCE CHE HAI DENTRO” , 2023 – soggetto e sceneggiatura, Canale 5

## Narrativa
- Nell’ottobre del 2013 ha pubblicato il romanzo La Distrazione edito da “L’erudita”, marchio di Giulio Perrone Editore.

- Nel 2013 ha vinto il premio letterario “L’erudita” con il romanzo La Distrazione

- Nell’aprile del 2014 La Distrazione è finalista al concorso Roma Writers, organizzato dalla casa editrice QULTURE EDIZIONI.

- Nel giugno del 2014 la Distrazione si classifica al terzo posto alla IV edizione del premio letterario "Scriviamo Insieme" organizzato dall'associazione culturale omonima, col patrocinio del comune di Roma.

- Nel luglio del 2014 La Distrazione vince il Premio Opera Prima al Premio Internazionale di Poesia e Narrativa Cinque Terre Golfo dei Poeti “Sirio Guerrieri”

- Nell'agosto del 2014 La Distrazione si classifica al primo posto alla seconda edizione del Premio Letterario Raffaele Artese – Città di San Salvo.

- Nel maggio del 2015 La Distrazione si classifica al primo posto al concorso "Autore di te Stesso", organizzato da www.recensionelibro.it

- Nel luglio del 2015 La Distrazione si classifica al Primo Posto al concorso internazionale di Poesia, Narrativa e Saggistica  "La Pulce Letteraria"

- Nel marzo 2018 ha pubblicato il romanzo Le Pietre in tasca, Augh! Edizioni – Gruppo Editoriale Alter Ego

- Nel luglio del 2019 con “Le Pietre in tasca” ha vinto il Premio Letterario Nazionale Città di Taranto.

## Riconoscimenti
Nel 1995 ha vinto il Premio Sceneggiatura indetto dal Ministero Dei Beni Culturali con la sceneggiatura Per Tutto il tempo che ci resta.
Nel 1998 ha vinto il Premio Sceneggiatura indetto dal Ministero dei Beni Culturali con la sceneggiatura Aigues Mortes
Nel 1999 è stata segnalata al Premio Solinas con la sceneggiatura Ribelli Per Caso
Nel 2002 è stata finalista ai Nastri D’Argento come miglior soggetto per il film Ribelli Per Caso.
Nel 2006 ha vinto il Premio Flaiano con la sceneggiatura de Il Resto di Niente
Nel 2006 è stata finalista ai Nastri D’Argento con la sceneggiatura de “Il Resto di Niente”
Nel 2020 ha vinto i contributi selettivi del Ministero per la sceneggiatura La vita imperfetta.